# Associazione Calcio Fiorentina 1999-2000
Questa voce raccoglie le informazioni riguardanti l'Associazione Calcio Fiorentina nelle competizioni ufficiali della stagione 1999-2000.

## Stagione
Nel campionato 1999-2000, la Fiorentina allenata da Giovanni Trapattoni si classifica settima nel massimo campionato raccogliendo 51 punti, e accedendo alla Coppa UEFA. L'argentino Gabriel Batistuta nella sua ultima stagione a Firenze ha marcato 28 reti, delle quali 5 nella UEFA Champions League e 23 in campionato, dove si è piazzato secondo nella classifica dei marcatori, alle spalle del milanista Andrij Ševčenko (capocannoniere con 24 centri). Nella Coppa Italia la viola entra in scena negli ottavi di finale superando nel doppio confronto il Perugia, poi nei quarti di finale esce dal torneo, superata dal Venezia.
In campo europeo, la squadra viola ha disputato la Coppa Champions League partendo dal turno preliminare, dove supera il girone dietro al Barcellona, ma davanti all'Arsenal che è stato sconfitto (1-0) allo Stadio Wembley. Esce dalla manifestazione nella successiva fase a gruppi, preceduta dai campioni uscenti del Manchester United e dal Valencia che in seguito perderà la finale contro il Real Madrid.

## Divise e sponsor
Lo sponsor tecnico della stagione era Fila, mentre lo sponsor ufficiale era Toyota.
La prima tenuta era viola con inserti sotto le ascelle bianchi che si prolungavano alle maniche, più disegni tratteggiati sulle spalle. La seconda divisa era alternata, ovvero con lo stesso disegno ma bianco-viola. La terza divisa, usata in due sole occasioni in campionato, era come la seconda ma gialla. 
| Casa | Trasferta | Terza divisa |

## Rosa

Enrico Chiesa (in alto) batte il portiere laziale Ballotta nella gara del 15 aprile 2000: il neoacquisto andò incontro a una stagione in chiaroscuro, frenato da diversi problemi fisici e da una collocazione tattica non congeniale.

| N. |                       | Ruolo | Calciatore                   |
| -- | --------------------- | ----- | ---------------------------- |
| 1  | Italia (bandiera)     | P     | Francesco Toldo              |
| 2  | Rep. Ceca (bandiera)  | D     | Tomáš Řepka                  |
| 3  | Italia (bandiera)     | D     | Moreno Torricelli            |
| 4  | Italia (bandiera)     | D     | Daniele Adani                |
| 5  | Italia (bandiera)     | D     | Pasquale Padalino            |
| 6  | Italia (bandiera)     | D     | Aldo Firicano                |
| 7  | Spagna (bandiera)     | C     | Guillermo Amor               |
| 8  | Jugoslavia (bandiera) | A     | Predrag Mijatović            |
| 9  | Argentina (bandiera)  | A     | Gabriel Batistuta (capitano) |
| 10 | Portogallo (bandiera) | C     | Manuel Rui Costa             |
| 11 | Italia (bandiera)     | C     | Fabio Rossitto               |
| 12 | Italia (bandiera)     | P     | Giuseppe Taglialatela        |
| 13 | Italia (bandiera)     | C     | Luigi Pagliuca               |
| 14 | Italia (bandiera)     | C     | Sandro Cois                  |
| 15 | Australia (bandiera)  | D     | Paul Okon                    |
| 16 | Italia (bandiera)     | C     | Angelo Di Livio              |
| 17 | Germania (bandiera)   | C     | Jörg Heinrich                |
| 18 | Argentina (bandiera)  | A     | Abel Balbo                   |

| N. |                   | Ruolo | Calciatore           |
| -- | ----------------- | ----- | -------------------- |
| 20 | Italia (bandiera) | A     | Enrico Chiesa        |
| 21 | Italia (bandiera) | C     | Mauro Bressan        |
| 22 | Italia (bandiera) | P     | Gianmatteo Mareggini |
| 23 | Italia (bandiera) | D     | Alessandro Pierini   |
| 24 | Italia (bandiera) | C     | Christian Amoroso    |
| 25 | Belgio (bandiera) | A     | Luís Oliveira        |
| 27 | Italia (bandiera) | D     | Andrea Tarozzi       |
| 31 | Italia (bandiera) | A     | Riccardo Taddei      |
| 32 | Italia (bandiera) | D     | Marco Mugnaini       |
| 35 | Italia (bandiera) | C     | Roberto Musso        |
| 36 | Italia (bandiera) | D     | Giacomo Bonora       |
| 37 | Grecia (bandiera) | A     | Georgios Vakouftsis  |
|    | Italia (bandiera) | D     | Ferdinando Catalucci |
|    | Italia (bandiera) | C     | Angelo Palombo       |
|    | Italia (bandiera) | C     | Simone Pelanti       |
|    | Italia (bandiera) | A     | Federico Ligori      |
|    | Italia (bandiera) | D     | Stefano Bettarini    |
|    | Italia (bandiera) | A     | Domenico Morfeo      |

## Risultati

### Serie A

#### Girone di andata
| Arbitro: | Bazzoli (Merano) |

|            |           |  |
| Chiesa 48’ | Marcatori |  |

| Arbitro: | Cesari (Genova) |

|                             |           |                           |
| Kallon 18’ (rig.) Reggi 86’ | Marcatori | 33’ Firicano 41’ Heinrich |

| Arbitro: | Trentalange (Torino) |

|                                    |           |           |
| Batistuta 17’, 32’, 81’ Chiesa 47’ | Marcatori | 69’ Melis |

| Arbitro: | Rodomonti (Teramo) |

|           |           |              |
| Fiore 53’ | Marcatori | 8’ Batistuta |

| Arbitro: | Messina (Bergamo) |

|               |           |                           |
| Batistuta 75’ | Marcatori | 17’, 67’ Cafu 59’ Tommasi |

| Arbitro: | Tombolini (Ancona) |

|  |           |                              |
|  | Marcatori | 83’ Di Vaio 90+6’ Boghossian |

| Arbitro: | Preschern (Mestre) |

|                                      |           |  |
| Cristallini 83’ Di Napoli 88’ (rig.) | Marcatori |  |

| Arbitro: | Pellegrino (Barcellona Pozzo di Gotto) |

|           |           |             |
| Balbo 89’ | Marcatori | 79’ Sommese |

| Arbitro: | Borriello (Mantova) |

|                  |           |              |
| Mboma 54’ (rig.) | Marcatori | 10’ Di Livio |

| Arbitro: | Treossi (Forlì) |

|             |           |  |
| Pierini 81’ | Marcatori |  |

| Bologna 27 novembre 1999 11ª giornata | Bologna            | 0 – 0 referto | Fiorentina | Stadio Renato Dall'Ara\| Arbitro: \| Bolognino (Milano) \| |
| Arbitro:                              | Bolognino (Milano) |               |            |                                                            |

| Arbitro: | Borriello (Mantova) |

|                            |           |             |
| Batistuta 21’ Heinrich 42’ | Marcatori | 1’ Bierhoff |

| Arbitro: | Bazzoli (Merano) |

|                          |           |  |
| Bokšić 15’ Stanković 71’ | Marcatori |  |

| Arbitro: | Messina (Bergamo) |

|               |           |           |
| Batistuta 20’ | Marcatori | 17’ Tudor |

| Lecce 6 gennaio 2000 15ª giornata | Lecce                                  | 0 – 0 referto | Fiorentina | Stadio Via del mare\| Arbitro: \| Pellegrino (Barcellona Pozzo di Gotto) \| |
| Arbitro:                          | Pellegrino (Barcellona Pozzo di Gotto) |               |            |                                                                             |

| Arbitro: | Trentalange (Torino) |

|                           |           |            |
| Batistuta 38’ Adani 90+1’ | Marcatori | 71’ Recoba |

| Arbitro: | Treossi (Forlì) |

|                         |           |                 |
| Volpi 12’ Maniero 90+4’ | Marcatori | 45+2’ Batistuta |

#### Girone di ritorno
| Arbitro: | Messina (Bergamo) |

|             |           |  |
| Spinesi 84’ | Marcatori |  |

| Arbitro: | Bolognino (Milano) |

|               |           |  |
| Batistuta 51’ | Marcatori |  |

| Arbitro: | Paparesta (Bari) |

|                      |           |                             |
| D. Morfeo 45+5’, 53’ | Marcatori | 23’ Batistuta 69’ Rui Costa |

| Arbitro: | Ayroldi (Molfetta) |

|               |           |               |
| Batistuta 72’ | Marcatori | 62’ Jørgensen |

| Arbitro: | Racalbuto (Gallarate) |

|                                  |           |  |
| Montella 6’, 80’, 90’ Nakata 27’ | Marcatori |  |

| Arbitro: | Farina (Novi Ligure) |

|  |           |                                            |
|  | Marcatori | 22’ Balbo 66’, 75’ Rui Costa 85’ Mijatović |

| Arbitro: | Bertini (Arezzo) |

|                         |           |               |
| Balbo 58’ Rui Costa 83’ | Marcatori | 90’ Di Napoli |

| Arbitro: | Borriello (Mantova) |

|              |           |  |
| Ferrante 20’ | Marcatori |  |

| Arbitro: | De Santis (Tivoli) |

|                             |           |  |
| Batistuta 17’ Mijatović 60’ | Marcatori |  |

| Arbitro: | Cassarà (Palermo) |

|            |           |                         |
| Rapaić 15’ | Marcatori | 8’ Batistuta 69’ Chiesa |

| Arbitro: | Tombolini (Ancona) |

|                    |           |                              |
| Batistuta 38’, 89’ | Marcatori | 12’ Signori 57’ K. Andersson |

| Arbitro: | Pellegrino (Barcellona Pozzo di Gotto) |

|              |           |              |
| Leonardo 76’ | Marcatori | 71’ Di Livio |

| Arbitro: | Tombolini (Ancona) |

|                                 |           |                                             |
| Batistuta 25’, 90+2’ Chiesa 54’ | Marcatori | 27’ Nedvěd 31’ Bokšić 89’ (rig.) Mihajlović |

| Arbitro: | Paparesta (Bari) |

|                        |           |  |
| Del Piero 45+2’ (rig.) | Marcatori |  |

| Arbitro: | Treossi (Forlì) |

|                                      |           |  |
| Tarozzi 41’ Chiesa 43’ Batistuta 83’ | Marcatori |  |

| Arbitro: | Braschi (Prato) |

|  |           |                                           |
|  | Marcatori | 31’, 46’ Chiesa 70’ Batistuta 87’ Bressan |

| Arbitro: | P. Rossi (Ciampino) |

|                        |           |  |
| Batistuta 7’, 19’, 83’ | Marcatori |  |

### Coppa Italia
| Arbitro: | De Santis (Tivoli) |

|             |           |  |
| Milanese 4’ | Marcatori |  |

| Arbitro: | Serena (Bassano del Grappa) |

|                       |           |  |
| Bressan 1’ Chiesa 12’ | Marcatori |  |

| Venezia 18 gennaio 2000 Quarti di finale - Andata | Venezia             | 0 – 0 | Fiorentina | Stadio Pier Luigi Penzo\| Arbitro: \| P. Rossi (Ciampino) \| |
| Arbitro:                                          | P. Rossi (Ciampino) |       |            |                                                              |

| Arbitro: | Tombolini (Ancona) |

|           |           |          |
| Adani 63’ | Marcatori | 84’ Berg |

### UEFA Champions League

#### Turno preliminare
| Arbitro: | Elleray |

|                                  |           |                  |
| Adani 17’ Cois 57’ Rui Costa 89’ | Marcatori | 73’ (aut.) Adani |

| Arbitro: | Sars |

|  |           |                     |
|  | Marcatori | 39’ Chiesa 67’ Cois |

#### Prima fase a gironi
| Firenze 14 settembre 1999 1ª giornata | Fiorentina | 0 – 0 referto | Arsenal | Stadio Artemio Franchi\| Arbitro: \| Krug \| |
| Arbitro:                              | Krug       |               |         |                                              |

| Arbitro: | Nielsen |

|                                             |           |                           |
| Figo 7’ Enrique 10’ Rivaldo 68’ (rig.), 70’ | Marcatori | 50’ C. Amoroso 79’ Chiesa |

| Solna 29 settembre 1999 3ª giornata | AIK   | 0 – 0 referto | Fiorentina | Råsundastadion\| Arbitro: \| Benkö \| |
| Arbitro:                            | Benkö |               |            |                                       |

| Arbitro: | Wegereef |

|                                   |           |  |
| Batistuta 5’ Chiesa 32’ Balbo 86’ | Marcatori |  |

| Arbitro: | Micheľ |

|  |           |               |
|  | Marcatori | 75’ Batistuta |

| Arbitro: | Dallas |

|                            |           |                           |
| Bressan 14’ Balbo 56’, 69’ | Marcatori | 20’ Figo 43’, 74’ Rivaldo |

#### Seconda fase a gironi
| Arbitro: | Heynemann |

|                         |           |  |
| Batistuta 24’ Balbo 52’ | Marcatori |  |

| Bordeaux 8 dicembre 1999 2ª giornata | Bordeaux | 0 – 0 referto | Fiorentina | Stade Chaban-Delmas\| Arbitro: \| Nilsson \| |
| Arbitro:                             | Nilsson  |               |            |                                              |

| Arbitro: | Merk |

|                      |           |  |
| Mijatović 19’ (rig.) | Marcatori |  |

| Arbitro: | Krug |

|                                |           |  |
| Ilie 35’ Mendieta 90+4’ (rig.) | Marcatori |  |

| Arbitro: | Wójcik |

|                              |           |               |
| Cole 20’ Keane 33’ Yorke 70’ | Marcatori | 16’ Batistuta |

| Arbitro: | Schoch |

|                                               |           |                                      |
| Chiesa 47’ (rig.) Batistuta 61’ Rui Costa 64’ | Marcatori | 5’ Wiltord 87’ Zanotti 90+1’ Batlles |

## Statistiche

### Statistiche di squadra
Statistiche aggiornate al 14 maggio 2000.
| Competizione     | Punti | In casa | In casa | In casa | In casa | In casa | In casa | In trasferta | In trasferta | In trasferta | In trasferta | In trasferta | In trasferta | Totale | Totale | Totale | Totale | Totale | Totale | D.R. |
| Competizione     | Punti | G       | V       | N       | P       | Gf      | Gs      | G            | V            | N            | P            | Gf           | Gs           | G      | V      | N      | P      | Gf     | Gs     | D.R. |
| ---------------- | ----- | ------- | ------- | ------- | ------- | ------- | ------- | ------------ | ------------ | ------------ | ------------ | ------------ | ------------ | ------ | ------ | ------ | ------ | ------ | ------ | ---- |
| Serie A          | 51    | 17      | 10      | 5       | 2       | 30      | 17      | 17           | 3            | 7            | 7            | 18           | 21           | 34     | 13     | 12     | 9      | 48     | 38     | +10  |
| Coppa Italia     | -     | 2       | 1       | 1       | 0       | 3       | 1       | 2            | 0            | 1            | 1            | 0            | 1            | 4      | 1      | 2      | 1      | 3      | 2      | +1   |
| Champions League | -     | 7       | 4       | 3       | 0       | 15      | 7       | 7            | 2            | 2            | 3            | 6            | 9            | 14     | 6      | 5      | 3      | 21     | 16     | +5   |
| Totale           | -     | 26      | 15      | 9       | 2       | 48      | 25      | 26           | 5            | 10           | 11           | 24           | 31           | 52     | 20     | 19     | 13     | 72     | 56     | +16  |

### Andamento in campionato
| Giornata  | 1 | 2 | 3 | 4 | 5 | 6 | 7  | 8  | 9  | 10 | 11 | 12 | 13 | 14 | 15 | 16 | 17 | 18 | 19 | 20 | 21 | 22 | 23 | 24 | 25 | 26 | 27 | 28 | 29 | 30 | 31 | 32 | 33 | 34 |
| --------- | - | - | - | - | - | - | -- | -- | -- | -- | -- | -- | -- | -- | -- | -- | -- | -- | -- | -- | -- | -- | -- | -- | -- | -- | -- | -- | -- | -- | -- | -- | -- | -- |
| Luogo     | C | T | C | T | C | C | T  | C  | T  | C  | T  | C  | T  | C  | T  | C  | T  | T  | C  | T  | C  | T  | T  | C  | T  | C  | T  | C  | T  | C  | T  | C  | T  | C  |
| Risultato | V | N | V | N | P | P | P  | N  | N  | V  | N  | V  | P  | N  | N  | V  | P  | P  | V  | N  | N  | P  | V  | V  | P  | V  | V  | N  | N  | N  | P  | V  | V  | V  |
| Posizione | 3 | 4 | 2 | 4 | 6 | 6 | 11 | 12 | 12 | 10 | 10 | 8  | 9  | 10 | 10 | 9  | 11 | 12 | 11 | 9  | 8  | 10 | 8  | 8  | 8  | 8  | 8  | 8  | 8  | 8  | 8  | 8  | 8  | 7  |

Fonte:  Serie A, su calcio.com.
Legenda:

Luogo: C = Casa; T = Trasferta. Risultato: V = Vittoria; N = Pareggio; P = Sconfitta.

### Statistiche dei giocatori
| Giocatore    | Serie A  | Serie A | Serie A     | Serie A    | Coppa Italia | Coppa Italia | Coppa Italia | Coppa Italia | UEFA Champions League | UEFA Champions League | UEFA Champions League | UEFA Champions League | Totale   | Totale | Totale      | Totale     |
| Giocatore    | Presenze | Reti    | Ammonizioni | Espulsioni | Presenze     | Reti         | Ammonizioni  | Espulsioni   | Presenze              | Reti                  | Ammonizioni           | Espulsioni            | Presenze | Reti   | Ammonizioni | Espulsioni |
| ------------ | -------- | ------- | ----------- | ---------- | ------------ | ------------ | ------------ | ------------ | --------------------- | --------------------- | --------------------- | --------------------- | -------- | ------ | ----------- | ---------- |
| Adani        | 27       | 1       | 2           | 0          | 4            | 1            | 1            | 0            | 9                     | 1                     | 3                     | 0                     | 40       | 3      | 6           | 0          |
| Amor         | 8        | 0       | 2           | 0          | 1            | 0            | 0            | 0            | 2                     | 0                     | 0                     | 0                     | 11       | 0      | 2           | 0          |
| Amoroso      | 23       | 0       | 2           | 0          | 4            | 0            | 0            | 0            | 8                     | 1                     | 1                     | 0                     | 35       | 1      | 3           | 0          |
| Balbo        | 19       | 3       | 1           | 0          | 2            | 0            | 1            | 0            | 10                    | 4                     | 0                     | 0                     | 31       | 7      | 2           | 0          |
| Batistuta    | 30       | 23      | 3           | 0          | 2            | 0            | 2            | 0            | 11                    | 5                     | 4                     | 0                     | 43       | 28     | 9           | 0          |
| Bressan      | 20       | 1       | 2           | 0          | 3            | 1            | 0            | 0            | 6                     | 1                     | 1                     | 0                     | 29       | 3      | 3           | 0          |
| Chiesa       | 24       | 7       | 0           | 0          | 4            | 1            | 0            | 0            | 11                    | 4                     | 0                     | 0                     | 39       | 12     | 0           | 0          |
| Cois         | 23       | 0       | 7           | 0          | 1            | 0            | 0            | 0            | 11                    | 2                     | 5                     | 0                     | 35       | 2      | 12          | 0          |
| Di Livio     | 30       | 2       | 7           | 0          | 2            | 0            | 0            | 0            | 14                    | 0                     | 2                     | 0                     | 46       | 2      | 9           | 0          |
| Firicano     | 20       | 1       | 7           | 1          | 3            | 0            | 0            | 0            | 7                     | 0                     | 1                     | 0                     | 30       | 1      | 8           | 1          |
| Heinrich     | 24       | 2       | 5           | 1          | 4            | 0            | 0            | 0            | 13                    | 0                     | 1                     | 0                     | 41       | 2      | 6           | 1          |
| Mijatović    | 16       | 2       | 0           | 0          | 0            | 0            | 0            | 0            | 9                     | 1                     | 1                     | 0                     | 25       | 3      | 1           | 0          |
| Okon         | 11       | 0       | 1           | 0          | 1            | 0            | 0            | 0            | 4                     | 0                     | 0                     | 0                     | 16       | 0      | 1           | 0          |
| Oliveira     | 1        | 0       | 0           | 0          | 0            | 0            | 0            | 0            | 0                     | 0                     | 0                     | 0                     | 1        | 0      | 0           | 0          |
| Padalino     | 8        | 0       | 1           | 0          | 1            | 0            | 0            | 0            | 5                     | 0                     | 2                     | 0                     | 14       | 0      | 3           | 0          |
| Pierini      | 28       | 1       | 6           | 0          | 1            | 0            | 0            | 0            | 12                    | 0                     | 3                     | 0                     | 41       | 1      | 9           | 0          |
| Řepka        | 29       | 0       | 6           | 2          | 4            | 0            | 1            | 0            | 13                    | 0                     | 4                     | 0                     | 46       | 0      | 11          | 2          |
| Rossitto     | 26       | 0       | 4           | 0          | 4            | 0            | 0            | 0            | 7                     | 0                     | 1                     | 1                     | 37       | 0      | 5           | 1          |
| Rui Costa    | 30       | 4       | 5           | 0          | 4            | 0            | 1            | 0            | 14                    | 2                     | 2                     | 0                     | 48       | 6      | 8           | 0          |
| Taddei       | 2        | 0       | 1           | 0          | 0            | 0            | 0            | 0            | 0                     | 0                     | 0                     | 0                     | 2        | 0      | 1           | 0          |
| Taglialatela | 0        | 0       | 0           | 0          | 1            | -1           | 0            | 0            | 1                     | -2                    | 0                     | 0                     | 2        | -3     | 0           | 0          |
| Tarozzi      | 18       | 1       | 5           | 0          | 2            | 0            | 1            | 0            | 3                     | 0                     | 1                     | 0                     | 23       | 1      | 7           | 0          |
| Toldo        | 34       | -38     | 0           | 0          | 3            | -1           | 0            | 0            | 13                    | -14                   | 3                     | 0                     | 50       | -53    | 3           | 0          |
| Torricelli   | 15       | 0       | 3           | 0          | 2            | 0            | 0            | 0            | 6                     | 0                     | 2                     | 0                     | 23       | 0      | 5           | 0          |
| Vakouftsīs   | 2        | 0       | 0           | 0          | 1            | 0            | 0            | 0            | 0                     | 0                     | 0                     | 0                     | 3        | 0      | 0           | 0          |